# Назариу
Назариу (порт. Nazário)  —  муниципалитет в Бразилии, входит в штат Гояс. Составная часть мезорегиона Центр штата Гойас. Входит в экономико-статистический микрорегион Аникунс. Население составляет 6 917 человек на 2006 год. Занимает площадь 281,147 км². Плотность населения — 23,0 чел./км².

## Статистика
- Валовой внутренний продукт на 2003 год составляет 34 617 212,00 реалов (данные: Бразильский институт географии и статистики).
- Валовой внутренний продукт на душу населения на 2003 год составляет 5 101,27 реалов (данные: Бразильский институт географии и статистики).
- Индекс развития человеческого потенциала на 2000 год составляет 0,765 (данные: Программа развития ООН).